# Apocalipstick
Apocalipstick es el segundo álbum de estudio de la banda estadounidense de indie rock Cherry Glazerr, lanzado el 20 de enero de 2017. La banda trabajó en el álbum con los productores Joe Chiccarelli y Carlos de la Garza, haciendo que su sonido de garaje fuera más pulido. AllMusic dijo que este álbum tenía un ambiente de los 90 y un sonido influenciado por bandas independientes. La líder Clem Creevy se unió al tecladista Sasami Ashworth y al baterista Tabor Allen para hacer su debut en un sello importante.

## Crítica
| Publicación      | Espaldarazo               | Año  | Rango | Ref.  |
| ---------------- | ------------------------- | ---- | ----- | ----- |
| Drowned in Sound | Álbumes favoritos de 2017 | 2017 | 80    | [ 4 ] |

Apocalipstick fue lanzado con la aprobación general de la crítica: Pitchfork lo describió como la "grabación más feroz hasta el momento de la banda, llena de improvisaciones trituradoras, aullidos furiosos y arrogancia consciente de sí mismo", y su sencillo principal "I Told You I'd Be With The Guys" como una "tremenda melodía de indie rock lo suficientemente poderosa como para restaurar tu fe en el género" de The Guardian.
En Metacritic, que asigna una calificación normalizada de 100 a las reseñas de las principales publicaciones, Apocalipstick recibió una puntuación promedio de 76, lo que indica "reseñas generalmente favorables".

## Lista de canciones
| N.º   | Título                          | Duración |  |
| 1.    | «Told You I'd Be with the Guys» | 4:35     |  |
| 2.    | «Trash People»                  | 3:09     |  |
| 3.    | «Moon Dust»                     | 2:36     |  |
| 4.    | «Humble Pro»                    | 2:44     |  |
| 5.    | «Nuclear Bomb»                  | 3:46     |  |
| 6.    | «Only Kid On the Block»         | 3:45     |  |
| 7.    | «Lucid Dreams»                  | 3:42     |  |
| 8.    | «Sip O' Poison»                 | 2:22     |  |
| 9.    | «Nurse Ratched»                 | 3:02     |  |
| 10.   | «Instagratification»            | 2:45     |  |
| 11.   | «Apocalipstick»                 | 2:05     |  |
| 34:34 |                                 |          |  |